# Alexfloydia repens
Alexfloydia es un género monotípico de planta herbácea de la familia Poaceae. Su única especie, Alexfloydia repens B.K.Simon es originaria de la costa este de Australia.

## Descripción
Es una planta herbácea perenne; estolonífera, con tallos de 18–24 cm de altura; inerme; sin glándulas multicelulares; no aromática. Hojas no basalmente agregadas; no auriculadas; sin setas auriculares. Láminas de hojas lineales; anchas; de 1–2 mm de ancho; chata; sin venación cruzada; persistente. Lígulada con pelos. Plantas bisexuales, con espigas bisexuales; espiguilla hermafroditas. 

## Taxonomía
Alexfloydia repens fue descrita por Bryan Kenneth Simón y publicado en Austrobaileya 3(4): 670, f. 1. 1992.
Etimología
Alexfloydia: nombre genérico que fue nombrado en honor del descubridor de la especie Alexander Floyd.
repens: epíteto latíno que significa "rastrero".